# Idrissa Thiam
Idrissa Thiam, né le 2 septembre 2000 à Sebkha, est un footballeur mauritanien. Il joue au poste d'ailier.

## Biographie

### En club
Formé à l'ASAC Concorde, il part le 2 septembre 2019 au Cádiz CF B, sous forme de prêt, avant d'y signer définitivement en juillet 2020.

### En sélection
Il joue son premier match avec la Mauritanie le 9 octobre 2020, lors d'une rencontre amicale contre le Sierra Leone, en entrant en jeu en seconde période. Il se met en évidence en délivrant une passe décisive.
Il dispute ensuite la Coupe arabe de la FIFA 2021 qui se déroule au Qatar. Lors de ce tournoi, il joue trois matchs. Avec un bilan d'une victoire et deux défaites, la Mauritanie est éliminée dès le premier tour.
Il dispute sa première compétition internationale lors de la Coupe d'Afrique des nations 2021. En décembre 2023, il est retenu dans la liste des vingt-cinq joueurs mauritaniens sélectionnés par Amir Abdou pour disputer la Coupe d'Afrique des nations 2023.